# Río Tijuana
Der Río Tijuana (englisch Tijuana River) ist ein 195 Kilometer langer Fluss im Norden Niederkaliforniens in Mexiko und im äußersten Süden des US-Bundesstaats Kalifornien. Er mündet an der südlichen Grenze Kaliforniens in den Pazifik. Der Tijuana River wird im Südosten von Tijuana durch den Abelardo L. Rodríguez-Staudamm gestaut, für die Bewässerung und die Trinkwasserversorgung.
Der Río Tijuana entspringt in der Sierra de Juárez im mexikanischen Bundesstaat Baja California etwa 70 Kilometer von Ensenada entfernt. Danach fließt er durch Tijuana etwa 8 Kilometer vom Pazifik entfernt. Anschließend fließt er bei San Ysidro, ein Stadtteil von San Diego, über die Staatsgrenze und erreicht 15 Kilometer südlich vom Stadtzentrum von San Diego bei Imperial Beach den Pazifischen Ozean.